# Partecipanti al Giro di Svizzera 2007
Elenco dei partecipanti al Giro di Svizzera 2007.
Alla partenza si presentarono le venti squadre componenti il circuito UCI ProTour, più una squadra invitata come wildcard, il Team Volksbank. I corridori al via sono stati 166, dei quali 137 sono arrivati fino al traguardo, mentre i ritirati sono stati 29.

## Corridori per squadra
Nota: R ritirato, NP non partito.
| T-Mobile                         | T-Mobile                         | T-Mobile                         | Astana                                    | Astana                                    | Astana                                    | Bouygues Telecom          | Bouygues Telecom          | Bouygues Telecom          |
| -------------------------------- | -------------------------------- | -------------------------------- | ----------------------------------------- | ----------------------------------------- | ----------------------------------------- | ------------------------- | ------------------------- | ------------------------- |
| 1                                | Marcus Burghardt                 | 73º                              | 71                                        | Igor Abakoumov                            | R 5ª                                      | 141                       | Giovanni Bernaudeau       | 125º                      |
| 2                                | Linus Gerdemann                  | 20º                              | 72                                        | Thomas Frei                               | 41º                                       | 142                       | Laurent Brochard          | 18º                       |
| 3                                | Giuseppe Guerini                 | NP 7ª                            | 73                                        | Andrej Mizurov                            | 22º                                       | 143                       | Aurélien Clerc            | 130º                      |
| 4                                | Roger Hammond                    | 131º                             | 74                                        | Matthias Kessler                          | 30º                                       | 144                       | Said Haddou               | R 3ª                      |
| 5                                | Kim Kirchen                      | 2º                               | 75                                        | Andreas Klöden                            | 10º                                       | 145                       | Xavier Florencio          | 25º                       |
| 6                                | Andreas Klier                    | R 7ª                             | 76                                        | Michael Schär                             | 80º                                       | 146                       | Vincent Jérôme            | 72º                       |
| 7                                | Michael Rogers                   | NP 7ª                            | 77                                        | Daniel Navarro                            | 38º                                       | 147                       | Arnaud Labbe              | 95º                       |
| 8                                | Patrik Sinkewitz                 | 23º                              | 78                                        | Grégory Rast                              | 68º                                       | 148                       | Matthieu Sprick           | 34º                       |
| Manager: Brian Holm/Valerio Piva | Manager: Brian Holm/Valerio Piva | Manager: Brian Holm/Valerio Piva | Manager: Mario Kummer                     | Manager: Mario Kummer                     | Manager: Mario Kummer                     | Manager: Ismaël Mottier   | Manager: Ismaël Mottier   | Manager: Ismaël Mottier   |
| Team CSC                         | Team CSC                         | Team CSC                         | Caisse d'Epargne                          | Caisse d'Epargne                          | Caisse d'Epargne                          | Euskaltel-Euskadi         | Euskaltel-Euskadi         | Euskaltel-Euskadi         |
| 11                               | Carlos Sastre                    | 19º                              | 81                                        | Alberto Losada                            | 60º                                       | 151                       | Juan José Oroz            | 90º                       |
| 12                               | Anders Lund                      | 91º                              | 82                                        | Vladimir Efimkin                          | 6º                                        | 152                       | Iban Mayoz                | 59º                       |
| 13                               | Fabian Cancellara                | 83º                              | 83                                        | Sébastien Portal                          | R 4ª                                      | 153                       | Jon Bru                   | 77º                       |
| 14                               | Fränk Schleck                    | 7º                               | 84                                        | José Iván Gutiérrez                       | 53º                                       | 154                       | Aitor Galdós              | R 2ª                      |
| 15                               | Jens Voigt                       | 37º                              | 85                                        | Joaquim Rodríguez                         | 17º                                       | 155                       | Antton Luengo             | R 4ª                      |
| 16                               | Stuart O'Grady                   | 97º                              | 86                                        | Vladimir Karpec                           | 1º                                        | 156                       | Iván Velasco              | 84º                       |
| 17                               | Lars Bak                         | 48º                              | 87                                        | David López García                        | 26º                                       | 157                       | Beñat Albizuri            | R 5ª                      |
| 18                               | Karsten Kroon                    | 105º                             | 88                                        | Pablo Lastras                             | 76º                                       | 158                       | Andoni Aranaga            | R 4ª                      |
| Manager: Kim Andersen/Dan Frost  | Manager: Kim Andersen/Dan Frost  | Manager: Kim Andersen/Dan Frost  | Manager: José Luis Jaimerena              | Manager: José Luis Jaimerena              | Manager: José Luis Jaimerena              | Manager: Jon Odriozola    | Manager: Jon Odriozola    | Manager: Jon Odriozola    |
| Liquigas                         | Liquigas                         | Liquigas                         | Quick Step                                | Quick Step                                | Quick Step                                | Française des Jeux        | Française des Jeux        | Française des Jeux        |
| 21                               | Michael Albasini                 | 44º                              | 91                                        | Hubert Schwab                             | R 8ª                                      | 161                       | Jussi Veikkanen           | R 3ª                      |
| 22                               | Patrick Calcagni                 | 63º                              | 92                                        | Juan Manuel Gárate                        | 16º                                       | 162                       | Carlos Da Cruz            | 127º                      |
| 23                               | Kjell Carlström                  | 32º                              | 93                                        | Carlos Barredo                            | 47º                                       | 163                       | Benoît Vaugrenard         | 51º                       |
| 24                               | Francesco Chicchi                | R 3ª                             | 94                                        | Bram Tankink                              | 33º                                       | 164                       | Frédéric Guesdon          | 116º                      |
| 25                               | Murilo Fischer                   | 87º                              | 95                                        | Andrea Tonti                              | 35º                                       | 165                       | Cyrille Monnerais         | 62º                       |
| 26                               | Franco Pellizotti                | NP 6ª                            | 96                                        | Mauro Facci                               | 132º                                      | 166                       | Thomas Löfkvist           | 24º                       |
| 27                               | Filippo Pozzato                  | 128º                             | 97                                        | Giovanni Visconti                         | R 6ª                                      | 167                       | -                         |                           |
| 28                               | Guido Trenti                     | 137º                             | 98                                        | Alessandro Proni                          | NP 9ª                                     | 168                       | Thierry Marichal          | R 3ª                      |
| Manager: Mario Scirea            | Manager: Mario Scirea            | Manager: Mario Scirea            | Manager: Serge Parsani                    | Manager: Serge Parsani                    | Manager: Serge Parsani                    | Manager: Yvon Madiot      | Manager: Yvon Madiot      | Manager: Yvon Madiot      |
| AG2R Prévoyance                  | AG2R Prévoyance                  | AG2R Prévoyance                  | Predictor-Lotto                           | Predictor-Lotto                           | Predictor-Lotto                           | Cofidis                   | Cofidis                   | Cofidis                   |
| 31                               | Martin Elmiger                   | 27º                              | 101                                       | Bart Dockx                                | 110º                                      | 171                       | Kevin De Weert            | 69º                       |
| 32                               | John Gadret                      | R 6ª                             | 102                                       | Chris Horner                              | 42º                                       | 172                       | Maryan Hary               | 115º                      |
| 33                               | Hubert Dupont                    | 14º                              | 103                                       | Leif Hoste                                | 134º                                      | 173                       | Sébastien Minard          | 75º                       |
| 34                               | Simon Gerrans                    | 61º                              | 104                                       | Robbie McEwen                             | NP 7ª                                     | 174                       | Maxime Monfort            | 21º                       |
| 35                               | René Mandri                      | 102º                             | 105                                       | Fred Rodriguez                            | NP 9ª                                     | 175                       | Cristian Moreni           | 78º                       |
| 36                               | Aljaksandr Usaŭ                  | 120º                             | 106                                       | Jurgen Van Den Broeck                     | R 5ª                                      | 176                       | Chris Sutton              | 136º                      |
| 37                               | Rinaldo Nocentini                | R 6ª                             | 107                                       | Wim Vansevenant                           | 114º                                      | 177                       | Tristan Valentin          | R 7ª                      |
| 38                               | Christophe Riblon                | 43º                              | 108                                       | Wim Van Huffel                            | 29º                                       | 178                       | Steve Zampieri            | 31º                       |
| Manager: Gilles Mas              | Manager: Gilles Mas              | Manager: Gilles Mas              | Manager: Hendrik Redant                   | Manager: Hendrik Redant                   | Manager: Hendrik Redant                   | Manager: Bernard Quilfen  | Manager: Bernard Quilfen  | Manager: Bernard Quilfen  |
| Saunier Duval-Prodir             | Saunier Duval-Prodir             | Saunier Duval-Prodir             | Lampre-Fondital                           | Lampre-Fondital                           | Lampre-Fondital                           | Unibet.com                | Unibet.com                | Unibet.com                |
| 41                               | Juan José Cobo                   | 103º                             | 111                                       | Alessandro Ballan                         | 74º                                       | 181                       | Matteo Carrara            | 4º                        |
| 42                               | Rubens Bertogliati               | 81º                              | 112                                       | Daniele Bennati                           | 89º                                       | 182                       | Pieter Jacobs             | R 5ª                      |
| 43                               | Arkaitz Durán                    | 52º                              | 113                                       | Marzio Bruseghin                          | 46º                                       | 183                       | Luis Pasamontes           | 57º                       |
| 44                               | Alberto Fernández                | 107º                             | 114                                       | Damiano Cunego                            | 5º                                        | 184                       | Víctor Hugo Peña          | 121º                      |
| 45                               | José Á. G. Marchante             | 12º                              | 115                                       | David Loosli                              | 99º                                       | 185                       | Tom Criel                 | 111º                      |
| 46                               | Rubén Lobato                     | 92º                              | 116                                       | Marco Marzano                             | 28º                                       | 186                       | Laurens ten Dam           | 65º                       |
| 47                               | Gilberto Simoni                  | 11º                              | 117                                       | Daniele Righi                             | 104º                                      | 187                       | Gustav Larsson            | 13º                       |
| 48                               | Francisco Ventoso                | 113º                             | 118                                       | Paolo Tiralongo                           | R 6ª                                      | 188                       | Rigoberto Urán            | 9º                        |
| Manager: Josean Fernández        | Manager: Josean Fernández        | Manager: Josean Fernández        | Manager: Maurizio Piovani                 | Manager: Maurizio Piovani                 | Manager: Maurizio Piovani                 | Manager: Mathieu Hermans  | Manager: Mathieu Hermans  | Manager: Mathieu Hermans  |
| Discovery Channel                | Discovery Channel                | Discovery Channel                | Team Gerolsteiner                         | Team Gerolsteiner                         | Team Gerolsteiner                         | Team Milram               | Team Milram               | Team Milram               |
| 51                               | Fumiyuki Beppu                   | 124º                             | 121                                       | Johannes Fröhlinger                       | 82º                                       | 191                       | Erik Zabel                | 71º                       |
| 52                               | Janez Brajkovič                  | R 8ª                             | 122                                       | David Kopp                                | 122º                                      | 192                       | Mirko Celestino           | 119º                      |
| 53                               | Matthew White                    | 109º                             | 123                                       | Volker Ordowski                           | 117º                                      | 193                       | Ralf Grabsch              | 64º                       |
| 54                               | Stijn Devolder                   | 3º                               | 124                                       | Stefan Schumacher                         | 67º                                       | 194                       | Sergio Ghisalberti        | 70º                       |
| 55                               | Vladimir Gusev                   | 15º                              | 125                                       | Marcel Strauss                            | 108º                                      | 195                       | Alberto Ongarato          | 135º                      |
| 56                               | Trent Lowe                       | 54º                              | 126                                       | -                                         |                                           | 196                       | Enrico Poitschke          | 98º                       |
| 57                               | Gianni Meersman                  | 106º                             | 127                                       | Beat Zberg                                | 40º                                       | 197                       | Björn Schröder            | 79º                       |
| 58                               | Jurgen Van Goolen                | 85º                              | 128                                       | Markus Zberg                              | 100º                                      | 198                       | Sebastian Schwager        | 129º                      |
| Manager: Dirk Demol              | Manager: Dirk Demol              | Manager: Dirk Demol              | Manager: Hans-Michael Holczer             | Manager: Hans-Michael Holczer             | Manager: Hans-Michael Holczer             | Manager: Oscar Pellicioli | Manager: Oscar Pellicioli | Manager: Oscar Pellicioli |
| Rabobank                         | Rabobank                         | Rabobank                         | Crédit Agricole                           | Crédit Agricole                           | Crédit Agricole                           | Team Volksbank            | Team Volksbank            | Team Volksbank            |
| 61                               | Óscar Freire                     | NP 7ª                            | 131                                       | Francesco Bellotti                        | R 4ª                                      | 201                       | Florian Stalder           | 55º                       |
| 62                               | Mauricio Ardila                  | NP 5ª                            | 132                                       | William Bonnet                            | 93º                                       | 202                       | Pascal Hungerbüeler       | 94º                       |
| 63                               | Jan Boven                        | 123º                             | 133                                       | Patrice Halgand                           | 45º                                       | 203                       | Gerrit Glomser            | 8º                        |
| 64                               | Michael Boogerd                  | 50º                              | 134                                       | Sébastien Hinault                         | 96º                                       | 204                       | Harald Morscher           | 56º                       |
| 65                               | Thomas Dekker                    | 39º                              | 135                                       | Christophe Laurent                        | 118º                                      | 205                       | René Weissinger           | 112º                      |
| 66                               | Juan Antonio Flecha              | 101º                             | 136                                       | Benoît Poilvet                            | 133º                                      | 206                       | Mariusz Witecki           | 88º                       |
| 67                               | Dmitrij Kozončuk                 | 58º                              | 137                                       | Pierre Rolland                            | 49º                                       | 207                       | Andreas Matzbacher        | 66º                       |
| 68                               | Theo Eltink                      | 36º                              | 138                                       | Yannick Talabardon                        | 86º                                       | 208                       | Josef Benetseder          | 126º                      |
| Manager: Adri van Houwelingen    | Manager: Adri van Houwelingen    | Manager: Adri van Houwelingen    | Manager: Denis Roux/Jean Baptiste Souquet | Manager: Denis Roux/Jean Baptiste Souquet | Manager: Denis Roux/Jean Baptiste Souquet | Manager: Patrick Vetsch   | Manager: Patrick Vetsch   | Manager: Patrick Vetsch   |